# Tham-reformen

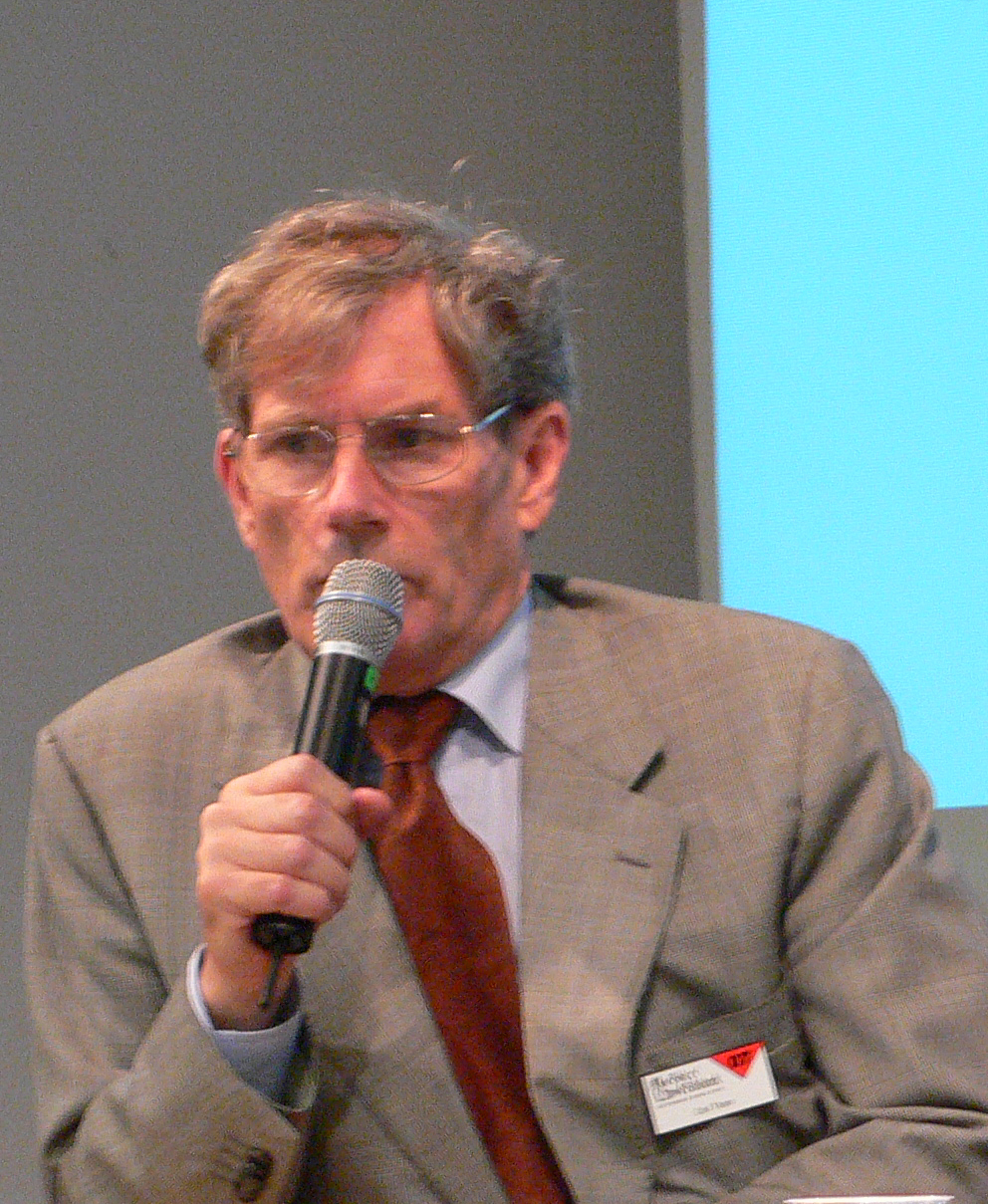
Carl Tham

Tham-reformen var en utbildningsreform som genomfördes i Sverige 1997/1998. Då förändrades reglerna för forskarutbildningen vid högskolorna. Dåvarande utbildningsministern Carl Tham (s) genomdrev bland annat att det blev otillåtet att tillbringa mer än fyra aktiva år som doktorand. Dessutom infördes ordnad studiefinansiering som krav för antagning: att söka till forskarutbildningen blev i praktiken liktydigt med att ansöka om doktorandtjänst eller utbildningsbidrag.
Reformen mötte stark kritik, främst därför att flexibiliteten i utbildningsgången minskade. Inom klent finansierade ämnen, till exempel större delen av humanistisk fakultet, fick Tham-reformen stora konsekvenser av ett annat slag. Här kan en typisk institution utlysa en ledig doktorandtjänst ungefär vartannat år. När inga fler icke-finansierade doktorander fick antas krympte forskarseminarierna i dessa ämnen drastiskt, ibland till den grad att man inte längre kunde tala om någon forskningsmiljö över huvud taget. Inom humaniora fanns dessutom en grundmurad tradition av att skriva doktorsavhandlingar i form av tjocka monografier, något som i regel tog väsentligt mer än fyra år.
Tham-reformen förde dock det goda med sig att svenska doktoranders genomsnittliga villkor och status förbättrades kraftigt. Vid institutioner där antalet aktiva doktorander tidigare kunde vara oklart, och där den enskilda finansieringslösa studentens resultat var av mindre betydelse för ledningen, blev nu de allt mera fåtaliga doktoranderna ofta starkt omhuldade.[källa behövs]